# Kungfu (Band)
Kungfu war eine Hamburger Rockband, die sich 1998 noch ohne Namen gründete und sich 2003 auflöste.

## Bandgeschichte
Gitarrist Christian Neander gründete nach der Auflösung seiner Band Selig 1999 zusammen mit Jan Lafazanoglu (Gesang) sowie Sebastian Krajewski (Schlagzeug) und Tobias Cordes (E-Bass) von Seeed Kungfu. Im selben Jahr wurde das erste Album veröffentlicht.
2000 verließen Cordes und Krajewski die Band, um sich auf ihre Arbeit bei Seeed zu konzentrieren. Reiner „Kallas“ Hubert übernahm das Schlagzeug, Thomas Thomsen Merkel den Bass. Im Sommer 2003 kam es dann zur Auflösung der Band, weil die einzelnen Mitglieder laut Abschiedsbrief sich mehr ihren Soloprojekten widmen wollten. Seit der Wiedervereinigung von Selig ist Christian Neander wieder deren Gitarrist.

## Stil
Das Erstlingswerk „Glaskugelsammelbehälterkasten“ blieb stilistisch nahe an Neanders erster Band Selig, wohingegen sich der Stil mit dem zweiten Album stark änderte. Auf „Kungfu“ spielte die Band wesentlich härteren Rock, der sich am ehesten noch mit „deutschsprachigem New Metal“ umschreiben lässt. Im Repertoire der Band finden sich schnelle, rockige Stücke, aber auch langsame Balladen (vor allem auf dem ersten Album). Die Texte sind ausnahmslos auf Deutsch.
Obwohl die Band mehrmals durch Deutschland getourt ist und sehr viele Konzerte gab, kam es nie zum wirklichen Durchbruch.

## Diskografie
- 1999: Glaskugelsammelbehälterkasten
- 2002: Kungfu